# Hestiochora queenslandensis
Hestiochora queenslandensis là một loài bướm đêm thuộc họ Zygaenidae. Loài này có ở tây nam Queensland and miền bắc New South Wales.
Chiều dài cánh trước là 7.5–9 mm đối với con đực and 8.5–10 mm đối với con cái. There are at least two generations per year.